# Mid-Essex League
De Mid-Essex League is een Engelse regionale voetbalcompetitie. Er zijn in totaal zes divisies en de hoogste divisie bevindt zich op het dertiende niveau in de Engelse voetbalpiramide. De kampioen van de Premier Division kan promoveren naar de Essex Olympian Football League.